# Lliga de Campions de la UEFA 2015-16
La Lliga de Campions de la UEFA 2015–16 fou la 61a edició del màxim torneig de futbol europeu per a clubs organitzat per la UEFA, així com la 24a edició des que va canviar el nom de Copa d'Europa pel de Lliga de Campions. El defensor del títol d'aquesta edició era el FC Barcelona, però fou eliminat per l'Atlètic de Madrid als quarts de final.
La final de la competició es disputà a l'Estadi Giuseppe Meazza de Milà, Itàlia, entre el Reial Madrid CF i l'Atlético de Madrid. Fou el segon cop en la història del torneig en què els dos equips eren de la mateixa ciutat, després que també els mateixos dos equips disputessin la final de la final de l'edició de 2013-14. El Real Madrid va vèncer l'Atlético per 5–3 a la tanda de penals (el resultat del partit havia estat 1–1 després de la prórroga) de la final i va guanyar la competició per onzè cop.
Com a vencedor de la competició, el Real Madrid es va classificar com a representant de la UEFA pel Campionat del Món de Clubs de futbol que es disputaria al Japó, i es va guanyar també el dret de jugar contra els guanyadors de la Lliga Europa de la UEFA 2015–16, el Sevilla FC, a la Supercopa d'Europa 2016.

## Canvis de format
El Comitè Executiu de la UEFA reunit al maig de 2013 aprovà els següents canvis per a la Lliga de Campions de la UEFA a partir de la temporada 2015-2016 (pel cicle de tres anys fins a la temporada 2017-18):
- El campió de la Lliga Europa de la UEFA es classificarà per la Lliga de Campions de la UEFA. Entrarà a la ronda de play-off, i entrarà a la fase de grups si el lloc reservat per l'equip campió de la Lliga de Campions no és usat.
- El límit anterior d'un màxim de 4 equips per federació s'incrementa a 5, entenent que si el campió de la Lliga de Campions o de la Lliga Europa són de les tres federacions de més nivell (però no ambdues de la mateixa) i acaben fora dels quatre primers de la seva lliga domèstica, l'equip de la seva federació no serà impedit de participar en el torneig. No obstant això, si tant els posseïdors de títols de la Lliga de Campions i de la Lliga Europa són de la mateixa federació (en cas dels tres federacions de més puntuació) acaba fora dels quatre primers llocs de la seva lliga domèstica, el quart classificat de la seva federació serà traslladat a la Lliga Europa.[5]

## Assignació d'equips per federació
Un total de 78 equips procedents de 53 de les 54 federacions membres de la UEFA participen en la Lliga de Campions de la UEFA 2015–16 (amb l'excepció de Liechtenstein, que no organitza una lliga domèstica). El rànquing d'associació basat en els coeficients dels països de la UEFA es fa servir per determinar el nombre d'equips participants per cada associació:
- Les associacions 1-3 cada una té quatre equips classificats.
- Les associacions 4-6 cada una té tres equips classificats.
- Les associacions 7-15 tenen dos equips classificats.
- Les associacions 16-54 (excepte Liechtenstein) tenen un equip classificat.
- Els guanyadors de la Lliga de Campions de la UEFA 2014-15 i de la Lliga Europa de la UEFA 2014-15 tenen cada un una entrada addicional si no s'han qualificat per a la Lliga de Campions de la UEFA 2015–16 a través de la seva lliga domèstica. A causa del màxim de cinc equips que d'una associació pot entrar a la UEFA Champions League, si tant els posseïdors de títols de Lliga de Campions i de l'Europa League són de la mateixa federació (en cas dels tres federacions de més puntuació) acaba fora dels quatre primers llocs de la seva lliga domèstica, el quart classificat de la seva federació serà traslladat a la Lliga Europa.[7] Per a aquesta temporada:
  - El guanyador de la Lliga de Campions de la UEFA 2014-15, el FC Barcelona, classificat a través de la seva lliga domèstica, és a dir, l'entrada addicional per als titulars de la Lliga de Campions no serà necessària.
  - El guanyador de la Lliga Europa de la UEFA 2014-15, Sevilla FC, no es va classificar a través de la seva lliga domèstica, és a dir, l'entrada addicional per als titulars Europa League serà necessari.

### Rànquing de federacions
Per a la Lliga de Campions de la UEFA 2015–16, les associacions tenen llocs assignats d'acord amb les seves coeficients dels països de la UEFA 2014, que té en compte el seu rendiment en les competicions europees des de la temporada 2009-10 a la 2013-14.
A més de l'assignació basada en els coeficients dels països, les associacions poden tenir equips addicionals que participen en la Lliga de Campions, com s'assenyala a continuació:
- (EL) – Plaça addicional pel campió de la Lliga Europa

| Rang | Associació      | Coeff. | Equips | Notes  |
| ---- | --------------- | ------ | ------ | ------ |
| 1    | Espanya         | 97.713 | 4      | +1(EL) |
| 2    | Anglaterra      | 84.748 | 4      |        |
| 3    | Alemanya        | 81.641 | 4      |        |
| 4    | Italia          | 66.938 | 3      |        |
| 5    | Portugal        | 62.299 | 3      |        |
| 6    | França          | 56.500 | 3      |        |
| 7    | Rússia          | 46.998 | 2      |        |
| 8    | Països Baixos   | 44.312 | 2      |        |
| 9    | Ucraïna         | 40.966 | 2      |        |
| 10   | Bèlgica         | 36.300 | 2      |        |
| 11   | Turquia         | 34.200 | 2      |        |
| 12   | Grècia          | 33.600 | 2      |        |
| 13   | Suïssa          | 33.225 | 2      |        |
| 14   | Àustria         | 30.925 | 2      |        |
| 15   | República Txeca | 29.350 | 2      |        |
| 16   | Romania         | 27.257 | 1      |        |
| 17   | Israel          | 26.875 | 1      |        |
| 18   | Xipre           | 23.250 | 1      |        |

| Rang | Associació           | Coeff. | Equips | Notes |
| ---- | -------------------- | ------ | ------ | ----- |
| 19   | Dinamarca            | 21.300 | 1      |       |
| 20   | Croàcia              | 19.625 | 1      |       |
| 21   | Polònia              | 18.875 | 1      |       |
| 22   | Belarús              | 18.625 | 1      |       |
| 23   | Escòcia              | 16.566 | 1      |       |
| 24   | Suècia               | 16.325 | 1      |       |
| 25   | Bulgària             | 15.625 | 1      |       |
| 26   | Noruega              | 14.275 | 1      |       |
| 27   | Sèrbia               | 14.125 | 1      |       |
| 28   | Hongria              | 11.625 | 1      |       |
| 29   | Eslovènia            | 11.000 | 1      |       |
| 30   | Eslovàquia           | 11.000 | 1      |       |
| 31   | Moldàvia             | 10.375 | 1      |       |
| 32   | Azerbaidjan          | 10.375 | 1      |       |
| 33   | Geòrgia              | 9.875  | 1      |       |
| 34   | Kazakhstan           | 8.250  | 1      |       |
| 35   | Bòsnia i Hercegovina | 7.500  | 1      |       |
| 36   | Finlàndia            | 7.175  | 1      |       |

| Rang | Associació          | Coeff. | Equips | Notes |
| ---- | ------------------- | ------ | ------ | ----- |
| 37   | Islàndia            | 6.750  | 1      |       |
| 38   | Letònia             | 6.250  | 1      |       |
| 39   | Montenegro          | 6.000  | 1      |       |
| 40   | Albània             | 5.500  | 1      |       |
| 41   | Lituània            | 5.250  | 1      |       |
| 42   | Macedònia           | 5.250  | 1      |       |
| 43   | República d'Irlanda | 5.125  | 1      |       |
| 44   | Luxembourg          | 4.875  | 1      |       |
| 45   | Malta               | 4.833  | 1      |       |
| 46   | Liechtenstein       | 4.500  | 0      |       |
| 47   | Irlanda del Nord    | 3.625  | 1      |       |
| 48   | Gal·les             | 3.000  | 1      |       |
| 49   | Armènia             | 2.875  | 1      |       |
| 50   | Estònia             | 2.875  | 1      |       |
| 51   | Illes Fèroe         | 2.125  | 1      |       |
| 52   | San Marino          | 0.999  | 1      |       |
| 53   | Andorra             | 0.833  | 1      |       |
| 54   | Gibraltar           | 0.000  | 1      |       |

### Distribució
A la llista d'accés per defecte, els posseïdors de títols de la Lliga de Campions entren a la fase de grups. Però, com que el FC Barcelona ja està classificat per a la fase de grups (com a campió de la Lliga 2014-15), la posició del posseïdor del títol de Lliga de Campions en la fase de grups es dona al campió de l'Europa League, el Sevilla FC.
|                                           |                                           | Equips que entren en aquesta ronda | Equips que avancen de ronda anterior                                                                                  |
| ----------------------------------------- | ----------------------------------------- | --- | --- |
| Primera ronda de classificació (8 equips) | Primera ronda de classificació (8 equips) | - 8 campions de les associacions 47-54 | |
| Segona ronda de classificació (34 equips) | Segona ronda de classificació (34 equips) | - 30 campions de les associacions 16–46 (excepte Liechtenstein)                                                                                                | - 4 guanyadors de la primera ronda de classificació                                                                   |
| Tercera ronda de classificació            | Ruta dels Campions (20 equips)            | - 3 campions de les associacions 13–15 | - 17 guanyadors de la segona ronda de classificació                                                                   |
| Tercera ronda de classificació            | Ruta de la Lliga (10 equips)              | - 9 subcampions de les associacions 7–15 - 1 el tercer classificat, l'equip de l'associació 6                                                                  | |
| Ronda de Play-off                         | Ruta dels Campions (10 equips)            | | - 10 guanyadors de la tercera ronda de classificació (Ruta dels Campions)                                             |
| Ronda de Play-off                         | Ruta de la Lliga (10 equips)              | - 2 equips tercers classificats d'associacions 4–5 - 3 equips quarts classificats d'associacions 1–3                                                           | - 5 guanyadors de la tercera ronda de classificació (Ruta de la Lliga)                                                |
| Fase de grups (32 equips)                 | Fase de grups (32 equips)                 | - 12 campions de les associacions 1–12 - 6 subcampions de les associacions 1–6 - 3 equips tercers classificats d'associacions 1–3 - Campió de la Europa League | - 5 guanyadors de la ronda de play-off (Ruta dels Campions) - 5 guanyadors de la ronda de play-off (Ruta de la Lliga) |
| Fase eliminatòria (16 equips)             | Fase eliminatòria (16 equips)             | | - 8 guanyadors de grup de la fase de grups - 8 segons classificats de grup de la fase de grups                        |

### Equips
Entre parèntesis es mostra la posició a la Lliga de la temporada anterior (a excepció del Sevilla, que es va classificar com a guanyador de l'Europa League).
| Fase de grups                  | Fase de grups                 | Fase de grups                  | Fase de grups         |
| ------------------------------ | ----------------------------- | ------------------------------ | --------------------- |
| FC BarcelonaTH (1r)            | Bayern de Múnic (1r)          | FC Porto (2n)                  | KAA Gent (1r)         |
| Reial Madrid CF (2n)           | VfL Wolfsburg (2n)            | Paris Saint-Germain FC (1r)    | Galatasaray SK (1r)   |
| Atlètic de Madrid (3r)         | Borussia Mönchengladbach (3r) | Olympique de Lió (2n)          | Olympiacos FC (1r)    |
| Chelsea FC (1r)                | Juventus FC (1r)              | Zenit Saint Petersburg (1r)    | Sevilla FC (EL)       |
| Manchester City (2n)           | AS Roma (2n)                  | PSV Eindhoven (1r)             |                       |
| Arsenal FC (3r)                | SL Benfica (1r)               | FC Dinamo de Kíev (1r)         |                       |
| Ronda de Play-off              |                               |                                |                       |
| Ruta dels Campions             | Ruta de la Lliga              | Ruta de la Lliga               | Ruta de la Lliga      |
|                                | València CF (4t)              | Bayer Leverkusen (4t)          | Sporting CP (3r)      |
| Manchester United FC (4t)      | SS Lazio (3r)                 |                                |                       |
| Tercera ronda de qualificació  |                               |                                |                       |
| Ruta dels Campions             | Ruta de la Lliga              | Ruta de la Lliga               | Ruta de la Lliga      |
| FC Basel (1r)                  | AS Monaco FC (3r)             | Club Brugge KV (2n)            | SK Rapid Wien (2n)    |
| Red Bull Salzburg (1r)         | CSKA Moscou (2n)              | Fenerbahçe SK (2n)             | Sparta Praha (2n)     |
| Viktoria Plzeň (1r)            | AFC Ajax (2n)                 | Panathinaikos FC (2n)          |                       |
|                                | Xakhtar Donetsk (2n)          | Young Boys (2n)                |                       |
| Segona ronda de classificació  |                               |                                |                       |
| Steaua București (1r)          | Malmö FF (1r)                 | Qarabağ FK (1r)                | Skënderbeu Korçë (1r) |
| Maccabi Tel Aviv (1r)          | Ludogorets Razgrad (1r)       | Dila Gori (1r)                 | FC Žalgiris (1r)      |
| APOEL FC (1r)                  | Molde FK (1r)                 | FK Astana (1r)                 | FK Vardar (1r)        |
| FC Midtjylland (1r)            | FK Partizan (1r)              | FK Sarajevo (1r)               | Dundalk FC (1r)       |
| Dinamo de Zagreb (1r)          | Videoton FC (1r)              | Helsingin Jalkapalloklubi (1r) | CS Fola Esch (1r)     |
| Lech Poznań (1r)               | NK Maribor (1r)               | Stjarnan (1r)                  | Hibernians FC (1r)    |
| BATE Borisov (1r)              | FK AS Trenčín (1r)            | FK Ventspils (1r)              |                       |
| Celtic FC (1r)                 | FC Milsami Orhei (1r)         | FK Rudar Pljevlja (1r)         |                       |
| Primera ronda de classificació |                               |                                |                       |
| Crusaders FC (1r)              | FC Pyunik (1r)                | B36 Tórshavn (1r)              | FC Santa Coloma (1r)  |
| The New Saints FC (1r)         | FC Levadia Tallinn (1r)       | Folgore (1r)                   | Lincoln Red Imps (1r) |

## Horaris i dates
Els horaris i dates de la competició són els següents (tots els sortejos es realitzen a la seu central de la UEFA a Nyon, Suïssa, llevat que s'especifiqui el contrari).
| Fase          | Ronda                          | Sorteig                     | Partit d'anada                      | Partit de tornada                   |
| ------------- | ------------------------------ | --------------------------- | ----------------------------------- | ----------------------------------- |
| Classificació | Primera ronda de classificació | 22 de juny de 2015          | 30 de juny de –1 de juliol de 2015  | 7–8 de juliol de 2015               |
| Classificació | Segona ronda de classificació  | 22 de juny de 2015          | 14–15 de juliol de 2015             | 21–22 de juliol de 2015             |
| Classificació | Tercera ronda de classificació | 17 de juliol de 2015        | 28–29 de juliol de 2015             | 4–5 d'agost de 2015                 |
| Play-off      | Ronda de Play-off              | 7 d'agost de 2015           | 18–19 d'agost de 2015               | 25–26 d'agost de 2015               |
| Fase de grups | Primer partit                  | 27 d'agost de 2015 (Mònaco) | 15–16 de setembre de 2015           | 15–16 de setembre de 2015           |
| Fase de grups | Segon partit                   | 27 d'agost de 2015 (Mònaco) | 29–30 de setembre de 2015           | 29–30 de setembre de 2015           |
| Fase de grups | Tercer partit                  | 27 d'agost de 2015 (Mònaco) | 20–21 d'octubre de 2015             | 20–21 d'octubre de 2015             |
| Fase de grups | Quart partit                   | 27 d'agost de 2015 (Mònaco) | 3–4 de novembre de 2015             | 3–4 de novembre de 2015             |
| Fase de grups | Cinquè partit                  | 27 d'agost de 2015 (Mònaco) | 24–25 de novembre de 2015           | 24–25 de novembre de 2015           |
| Fase de grups | Sisè partit                    | 27 d'agost de 2015 (Mònaco) | 8–9 de desembre de 2015             | 8–9 de desembre de 2015             |
| Eliminatòries | Vuitens de final               | 14 de desembre de 2015      | 16–17 & 23–24 de febrer de 2016     | 8–9 & 15–16 de marc de 2016         |
| Eliminatòries | Quarts de final                | 18 de marc de 2016          | 5–6 d'abril de 2016                 | 12–13 d'abril de 2016               |
| Eliminatòries | Semifinals                     | 15 d'abril de 2016          | 26–27 d'abril de 2016               | 3–4 de maig de 2016                 |
| Eliminatòries | Final                          | 15 d'abril de 2016          | 28 de maig de 2016 a San Siro, Milà | 28 de maig de 2016 a San Siro, Milà |

## Fase de classificació
Durant la fase de classificació i la fase de play-off, els equips són dividits en caps de sèrie i no caps de sèrie, en funció del seu coeficient UEFA, i després es sorteja on es disputa el partit d'anada. Els equips d'una mateixa federació no poden jugar entre ells.

### Primera ronda de classificació
El sorteig de la primera i la segona ronda de classificació es va realitzar el 22 de juny de 2015. El primer partit es va disputar els dies 30 de juny i 1 de juliol, mentre que el segon el dia 7.
| Equip 1            | Global             | Equip 2            | Anada              | Tornada            |                    |
| Ruta dels Campions | Ruta dels Campions | Ruta dels Campions | Ruta dels Campions | Ruta dels Campions | Ruta dels Campions |
| ------------------ | ------------------ | ------------------ | ------------------ | ------------------ | ------------------ |
| Lincoln Red Imps   | 2-1                | FC Santa Coloma    | 0-0                | 2-1                |                    |
| Crusaders FC       | 1-1                | FC Levadia Tallinn | 0-0                | 1-1                |                    |
| FC Pyunik          | 4-2                | Folgore            | 2-1                | 2-1                |                    |
| B36 Tórshavn       | 2-6                | The New Saints FC  | 1-2                | 1-4                |                    |

El Lincoln Red Imps esdevingué el primer equip de Gibraltar en passar una ronda de classificació, dos anys després que els equips de Gibraltar fossin admesos per primera vegada.

### Segona ronda de classificació
L'anada es disputà el 14 i 15 de juliol, i la tornada el 21 i 22 de juliol de 2015.
| Equip 1            | Global    | Equip 2             | Anada | Tornada |
| ------------------ | --------- | ------------------- | ----- | ------- |
| Hibernians         | 3-6       | Maccabi Tel Aviv FC | 2-1   | 1-5     |
| APOEL FC           | 1-1 (gcc) | FK Vardar           | 0-0   | 1-1     |
| Qarabağ            | 1-0       | Rudar Pljevlja      | 0-0   | 1-0     |
| Sarajevo           | 0-3       | Lech Poznań         | 0-2   | 0-1     |
| Maribor            | 2-3       | FK Astana           | 1-0   | 1-3     |
| BATE Borisov       | 2-1       | Dundalk             | 2-1   | 0-0     |
| Ventspils          | 1-4       | HJK                 | 1-3   | 0-1     |
| Midtjylland        | 3-0       | Lincoln Red Imps    | 1-0   | 2-0     |
| Molde              | 5-1       | Pyunik              | 5-0   | 0-1     |
| Malmö FF           | 1-0       | Žalgiris Vilnius    | 0-0   | 1-0     |
| Celtic FC          | 6-1       | Stjarnan            | 2-0   | 4-1     |
| Trenčín            | 3-4       | Steaua București    | 0-2   | 3-2     |
| FK Partizan        | 3-0       | Dila Gori           | 1-0   | 2-0     |
| Ludogorets Razgrad | 1-3       | Milsami Orhei       | 0-1   | 1-2     |
| Dinamo de Zagreb   | 4-1       | Fola Esch           | 1-1   | 3-0     |
| Skënderbeu Korçë   | 6-4       | Crusaders           | 4-1   | 2-3     |
| The New Saints     | 1-2       | Videoton FC         | 0-1   | 1-1 (p) |

Notes
1. ↑  Ordre dels partits canviats respecte al sorteig.
2. ↑  Ordre dels partits canviats respecte al sorteig.

### Tercera ronda de classificació
Aquesta ronda és dividida en dues seccions: la ruta dels campions (per campions de lliga) i la ruta lliga (per no campions).
El sorteig es va celebrar el 17 de juliol de 2015. L'anada es disputà el 28 i 29 de juliol, i la tornada el 4 i 5 d'agost de 2015.
| Equip 1             | Global        | Equip 2            | Anada         | Tornada       |               |
| Ruta Campions       | Ruta Campions | Ruta Campions      | Ruta Campions | Ruta Campions | Ruta Campions |
| ------------------- | ------------- | ------------------ | ------------- | ------------- | ------------- |
| Lech Poznań         | 1-4           | FC Basel           | 1-3           | 0-1           |               |
| Milsami Orhei       | 0-4           | Skënderbeu Korçë   | 0-2           | 0-2           |               |
| HJK                 | 3-4           | FK Astana          | 0-0           | 3-4           |               |
| Celtic FC           | 1-0           | Qarabağ            | 1-0           | 0-0           |               |
| Steaua București    | 3-5           | FK Partizan        | 1-1           | 2-4           |               |
| Midtjylland         | 2-2 (gcc)     | APOEL FC           | 1-2           | 1-0           |               |
| Maccabi Tel Aviv FC | 3-2           | Viktoria Plzeň     | 1-2           | 2-0           |               |
| Dinamo de Zagreb    | 4-4 (gcc)     | Molde              | 1-1           | 3-3           |               |
| Videoton FC         | 1-2           | BATE Borisov       | 1-1           | 0-1           |               |
| Red Bull Salzburg   | 2-3           | Malmö FF           | 2-0           | 0-3           |               |
| Ruta Lliga          |               |                    |               |               |               |
| Panathinaikos FC    | 2-4           | Club Brugge        | 2-1           | 0-3           |               |
| Young Boys          | 1-7           | AS Monaco          | 1-3           | 0-4           |               |
| CSKA Moscou         | 5-4           | Sparta Praga       | 2-2           | 3-2           |               |
| Rapid Viena         | 5-4           | AFC Ajax           | 2-2           | 3-2           |               |
| Fenerbahçe SK       | 0-3           | FC Xakhtar Donetsk | 0-0           | 0-3           |               |

## Ronda eliminatòria
La ronda de play-off va ser dividida en dues seccions separades: la Ruta dels Campions (pels campions de les lligues nacionals) i la Ruta de la Lliga (pels no campions). Els perdedors d'ambdues seccions passaven a jugar la fase de grups de la Lliga Europa.
El quadre per la ronda de play-off va fer-se el 7 d'agost de 2015. Els primers partits es van jugar el 18 i 19 d'agost, i la segona el 25 i 26 d'agost de 2015.
| Equip 1              | Global             | Equip 2            | Anada              | Tornada            |                    |
| Ruta dels Campions   | Ruta dels Campions | Ruta dels Campions | Ruta dels Campions | Ruta dels Campions | Ruta dels Campions |
| -------------------- | ------------------ | ------------------ | ------------------ | ------------------ | ------------------ |
| FK Astana            | 2-1                | APOEL FC           | 1-0                | 1-1                |                    |
| KF Skënderbeu Korçë  | 2-6                | Dinamo de Zagreb   | 1-2                | 1-4                |                    |
| Celtic FC            | 3-4                | Malmö FF           | 3-2                | 0-2                |                    |
| FC Basel             | 3-3 (gcc)          | Maccabi Tel Aviv   | 2-2                | 1-1                |                    |
| BATE Borisov         | 2-2 (gcc)          | FK Partizan        | 1-0                | 1-2                |                    |
| Ruta de la Lliga     |                    |                    |                    |                    |                    |
| SS Lazio             | 1-3                | Bayer Leverkusen   | 1-0                | 0-3                |                    |
| Manchester United FC | 7-1                | Club Brugge KV     | 3-1                | 4-0                |                    |
| Sporting CP          | 3-4                | CSKA Moscou        | 2-1                | 1-3                |                    |
| Rapid Viena          | 2-3                | Xakhtar Donetsk    | 0-1                | 2-2                |                    |
| València CF          | 4-3                | AS Monaco FC       | 3-1                | 1-2                |                    |

## Fase de grups
El sorteig de la fase de grups es va celebrar a Mònaco el 27 d'agost de 2015. Els 32 equips van ser situats en vuit grups de quatre, amb la restricció que els equips d'una mateixa federació no poden enfrontar-se entre si. Per al sorteig, els equips van ser separats en quatre pots sobre la base dels següents principis (introduït a partir d'aquesta temporada):
- El Bombo 1 contenia el campió vigent i els campions de les set principals federacions en funció del seu coeficient UEFA del 2014.[8][9] Com que el campió vigent (Barcelona) va ser un dels campions de les set principals federacions, el campió de la federació que ocupa el vuitè lloc també van ser posats al bombo 1 (article 13.05 del reglaments).[6]
- Els Bombos 2, 3 i 4, que contenien els equips restants, sembrades segons els seus coeficients UEFA club.[18][19][20]

En cada grup, els equips juguen uns contra altres a casa d'anada i tornada en un format de tots contra tots. El primer de grup i subcampió avancen a la ronda de 16, mentre que els tercers classificats els equips entren a la ronda de 32 de la Lliga Europa de la UEFA 32. Les jornades són el 15 i 16 setembre, 29-30 de setembre, 20-21 d'octubre, 3-4 de novembre, 24-25 de novembre, i 8-9 de desembre de 2015.
Els equips juvenils dels clubs que qualifiquen per a la fase de grups també juguen la Lliga Juvenil de la UEFA 2015-16 en les mateixes jornades.
Un total de 17 associacions nacionals estarà representada en la fase de grups. FK Astana, Borussia Mönchengladbach i KAA Gent debuten en la fase de grups. L'Astana és el primer equip del Kazakhstan que jugarà a la fase de grups de la Lliga de Campions. Amb el màxim d'equips de la mateixa associació en la fase de grups augmentada de quatre a cinc, Espanya va esdevenir la primera associació per tenir cinc equips a la Lliga de Campions fase de grups. Com que els tres equips classificats de les lligues amb una classificació més alta van guanyar els seus llaços a la ronda dels playoffs ruta lliga, els tres països d'Espanya, Anglaterra i Alemanya tenen 13 dels 32 clubs en la fase de grups.

### El sorteig
A continuació estan els 32 equips classificats per a la fase de grups, d'acord amb el seu coeficient UEFA 2015, agrupats en els seus bombos corresponents. S'inclouen els 22 equips que comencen la competició a aquesta fase, i els 10 guanyadors de la ronda prèvia (5 de la Champions Route i 5 més de la League Route).
| Clau de colors                                                                          |
| --------------------------------------------------------------------------------------- |
| Els campions de grup i els segons classificats avancen a la ronda de setzens de final   |
| Els classificats en tercera posició entren als trentadosens de final de la Lliga Europa |
| Els classificats en darrera posició són eliminats                                       |

| Equip                  | Coeficient UEFA |
| ---------------------- | --------------- |
| FC Barcelona[Campió]   | 164.999         |
| Chelsea FC             | 142.078         |
| Bayern de Múnic        | 154.883         |
| Juventus FC            | 95.102          |
| SL Benfica             | 118.276         |
| Paris Saint-Germain FC | 100.483         |
| Zenit Saint Petersburg | 90.099          |
| PSV Eindhoven          | 58.195          |

| Equip                    | Coeficient UEFA |
| ------------------------ | --------------- |
| Reial Madrid CF          | 171.999         |
| Atlètic de Madrid        | 120.999         |
| FC Porto                 | 111.276         |
| Arsenal FC               | 110.078         |
| Manchester United FC[LR] | 103.078         |
| València CF[LR]          | 99.999          |
| Bayer Leverkusen[LR]     | 87.883          |
| Manchester City          | 87.078          |

| Equip               | Coeficient UEFA |
| ------------------- | --------------- |
| Xakhtar Donetsk[LR] | 86.033          |
| Sevilla FC          | 80.499          |
| Olympique de Lió    | 72.983          |
| FC Dinamo de Kíev   | 65.033          |
| Olympiacos FC       | 62.380          |
| CSKA Moscou[LR]     | 55.599          |
| Galatasaray SK      | 50.020          |
| AS Roma             | 43.602          |

| Equip                    | Coeficient UEFA |
| ------------------------ | --------------- |
| BATE Borisov[CR]         | 35.150          |
| Borussia Mönchengladbach | 33.883          |
| VfL Wolfsburg            | 31.883          |
| Dinamo de Zagreb[CR]     | 24.700          |
| Maccabi Tel Aviv[CR]     | 18.200          |
| KAA Gent                 | 13.440          |
| Malmö FF[CR]             | 12.545          |
| FK Astana[CR]            | 3.825           |

Notes
- CR Campions de la Ruta dels Campions
- LR Campions de la Ruta de la Lliga

### Grup A
| Equip               | PJ | PG | PE | PP | GF | GC | DG  | Pt |
| ------------------- | -- | -- | -- | -- | -- | -- | --- | -- |
| Reial Madrid CF     | 6  | 5  | 1  | 0  | 19 | 3  | +16 | 16 |
| Paris Saint Germain | 6  | 4  | 1  | 1  | 12 | 1  | +11 | 13 |
| Xakhtar Donetsk     | 6  | 1  | 0  | 5  | 7  | 14 | -7  | 3  |
| Malmö FF            | 6  | 1  | 0  | 5  | 1  | 21 | -20 | 3  |

|                   | PSG | RMA | XAK | MFF |
| ----------------- | --- | --- | --- | --- |
| Paris St. Germain | –   | 0-0 | 2-0 | 2-0 |
| Reial Madrid CF   | 1-0 | –   | 4-0 | 8-0 |
| Xakhtar Donetsk   | 0-3 | 3-4 | –   | 4-0 |
| Malmö FF          | 0-5 | 0-2 | 1-0 | –   |

- Font: UEFA

### Grup B
| Equip                | PJ | PG | PE | PP | GF | GC | DG | Pt |
| -------------------- | -- | -- | -- | -- | -- | -- | -- | -- |
| VfL Wolfsburg        | 6  | 4  | 0  | 2  | 9  | 6  | +3 | 12 |
| PSV Eindhoven        | 6  | 3  | 1  | 2  | 8  | 7  | 0  | 10 |
| Manchester United FC | 6  | 2  | 2  | 2  | 7  | 7  | 0  | 8  |
| CSKA Moscou          | 6  | 1  | 1  | 4  | 5  | 9  | -4 | 4  |

|                 | PSV | MUN | CSK | WOL |
| --------------- | --- | --- | --- | --- |
| PSV Eindhoven   | –   | 2-1 | 2-1 | 2-0 |
| Manchester Utd. | 0-0 | –   | 1-0 | 2-1 |
| CSKA Moscou     | 3-2 | 1-1 | –   | 0-2 |
| VfL Wolfsburg   | 2-0 | 3-2 | 1-0 | –   |

- Font: UEFA

### Grup C
| Equip             | PJ | PG | PE | PP | GF | GC | DG | Pt |
| ----------------- | -- | -- | -- | -- | -- | -- | -- | -- |
| Atlètic de Madrid | 6  | 4  | 1  | 1  | 11 | 3  | +8 | 13 |
| SL Benfica        | 6  | 3  | 1  | 2  | 10 | 8  | +2 | 10 |
| Galatasaray SK    | 6  | 1  | 2  | 3  | 6  | 10 | -4 | 5  |
| FK Astana         | 6  | 0  | 4  | 2  | 5  | 11 | -6 | 4  |

|                   | BEN | ATM | GAL | AST |
| ----------------- | --- | --- | --- | --- |
| SL Benfica        | –   | 1-2 | 2-1 | 2-0 |
| Atlètic de Madrid | 1-2 | –   | 2-0 | 4-0 |
| Galatasaray SK    | 2-1 | 0-2 | –   | 1-1 |
| FK Astana         | 2-2 | 0-0 | 2-2 | –   |

- Font: UEFA

### Grup D
| Equip           | PJ | PG | PE | PP | GF | GC | DG | Pt |
| --------------- | -- | -- | -- | -- | -- | -- | -- | -- |
| Manchester City | 6  | 4  | 0  | 2  | 12 | 8  | +4 | 12 |
| Juventus FC     | 6  | 3  | 2  | 1  | 6  | 3  | +3 | 11 |
| Sevilla FC      | 6  | 2  | 0  | 4  | 8  | 11 | -3 | 6  |
| Borussia Mön.   | 6  | 1  | 2  | 3  | 8  | 12 | -4 | 5  |

|                    | JUV | MCI | SEV | MGL |
| ------------------ | --- | --- | --- | --- |
| Juventus FC        | –   | 1-0 | 2-0 | 0-0 |
| Manchester City FC | 1-2 | –   | 2-1 | 4-2 |
| Sevilla FC         | 1-0 | 1-3 | –   | 3-0 |
| Borussia Mön.      | 1-1 | 1-2 | 4-2 | –   |

- Font: UEFA

### Grup E
| Equip            | PJ | PG | PE | PP | GF | GC | DG  | Pt |
| ---------------- | -- | -- | -- | -- | -- | -- | --- | -- |
| FC Barcelona     | 6  | 4  | 2  | 0  | 15 | 4  | +11 | 14 |
| AS Roma          | 6  | 1  | 3  | 2  | 11 | 16 | -5  | 6  |
| Bayer Leverkusen | 6  | 1  | 3  | 2  | 13 | 12 | +1  | 6  |
| BATE Borisov     | 6  | 1  | 2  | 3  | 5  | 12 | -7  | 5  |

|                  | FCB | LEV | ROM | BAT |
| ---------------- | --- | --- | --- | --- |
| FC Barcelona     | –   | 2-1 | 6-1 | 3-0 |
| Bayer Leverkusen | 1-1 | –   | 4-4 | 4-1 |
| AS Roma          | 1-1 | 3-2 | –   | 0-0 |
| BATE Borisov     | 0-2 | 1-1 | 3-2 | –   |

- Font: UEFA

### Grup F
| Equip            | PJ | PG | PE | PP | GF | GC | DG  | Pt |
| ---------------- | -- | -- | -- | -- | -- | -- | --- | -- |
| Bayern de Múnic  | 6  | 5  | 0  | 1  | 19 | 3  | +16 | 15 |
| Arsenal FC       | 6  | 3  | 0  | 3  | 12 | 10 | +2  | 9  |
| Olympiacos FC    | 6  | 3  | 0  | 3  | 6  | 13 | -7  | 9  |
| Dinamo de Zagreb | 6  | 1  | 0  | 5  | 3  | 14 | -11 | 3  |

|                  | BAY | ARS | OLY | DIZ |
| ---------------- | --- | --- | --- | --- |
| Bayern de Múnic  | –   | 5-1 | 4-0 | 5-0 |
| Arsenal FC       | 2-0 | –   | 2-3 | 3-0 |
| Olympiacos FC    | 0-3 | 0-3 | –   | 2-1 |
| Dinamo de Zagreb | 0-2 | 2-1 | 0-1 | –   |

- Font: UEFA

### Grup G
| Equip            | PJ | PG | PE | PP | GF | GC | DG  | Pt |
| ---------------- | -- | -- | -- | -- | -- | -- | --- | -- |
| Chelsea FC       | 6  | 4  | 1  | 1  | 13 | 3  | +10 | 13 |
| Dinamo de Kíev   | 6  | 3  | 2  | 1  | 8  | 4  | +4  | 11 |
| Porto FC         | 6  | 3  | 1  | 2  | 9  | 8  | +1  | 10 |
| Maccabi Tel Aviv | 6  | 0  | 0  | 6  | 1  | 16 | -15 | 0  |

|                  | CHE | POR | DYK | MTA |
| ---------------- | --- | --- | --- | --- |
| Chelsea FC       | –   | 2-0 | 2-1 | 4-0 |
| Porto FC         | 2-1 | –   | 0-2 | 2-0 |
| Dinamo de Kíev   | 0-0 | 2-2 | –   | 1-0 |
| Maccabi Tel Aviv | 0-4 | 1-3 | 0-2 | –   |

- Font: UEFA

### Grup H
| Equip                 | PJ | PG | PE | PP | GF | GC | DG | Pt |
| --------------------- | -- | -- | -- | -- | -- | -- | -- | -- |
| Zenit Sant Petersburg | 6  | 5  | 0  | 1  | 13 | 6  | +7 | 15 |
| KAA Gent              | 6  | 3  | 1  | 2  | 8  | 7  | +1 | 10 |
| València CF           | 6  | 2  | 0  | 4  | 5  | 9  | -4 | 6  |
| Olympique de Lió      | 6  | 1  | 1  | 4  | 5  | 9  | -4 | 4  |

|             | ZEN | VAL | LYO | GNT |
| ----------- | --- | --- | --- | --- |
| Zenit       | –   | 2-0 | 3-1 | 2-1 |
| València CF | 2-3 | –   | 0-2 | 2-1 |
| Olympique   | 0-2 | 0-1 | –   | 1-2 |
| KAA Gent    | 2-1 | 1-0 | 1-1 | –   |

- Font: UEFA

## Fase final
La fase final de la competició es disputa en eliminatòries a doble partit, llevat la final, jugada a partit únic. En aquests partits regeix la regla del gol de visitant, que determina que l'equip que hagi marcat més gols com a visitant guanya l'eliminatòria si hi ha empat en la diferència de gols. En cas d'estar l'eliminatòria empatada després dels 180 minuts d'ambdos partits es disputa una pròrroga de 30 minuts, i si aquesta acaba sense gols l'eliminatòria es decidirà en una tanda de penaltis.
El mecanisme de les eliminatòries és com segueix:
- En el sorteig de la ronda de setzens, els vuit guanyadors de cada grup són caps de sèries, i juguen contra els segons classificats (el partit de tornada es juga al camp del cap de sèrie). Els equips del mateix grup o de la mateixa federació no poden enfrontar-se entre si.
- En els sorteigs dels quarts de final en endavant, no hi ha caps de sèrie, i els equips d'un mateix grup o de la mateixa federació es poden enfrontar uns contra els altres.

### Equips classificats
| Grup | Caps de grup          | Segons classificats |
| ---- | --------------------- | ------------------- |
| A    | Reial Madrid CF       | Paris Saint Germain |
| B    | VfL Wolfsburg         | PSV Eindhoven       |
| C    | Atlètic de Madrid     | SL Benfica          |
| D    | Manchester City       | Juventus FC         |
| E    | FC Barcelona          | AS Roma             |
| F    | Bayern de Múnic       | Arsenal FC          |
| G    | Chelsea FC            | Dinamo de Kíev      |
| H    | Zenit Sant Petersburg | KAA Gent            |

### Vuitens de final
El sorteig per la ronda de vuitens se celebrà el 14 de desembre de 2015. Els partits d'anada es jugaran el 16, 17, 23 i 24 de febrer; i els de tornada de 8, 9, 15 i 16 març de 2016.
| Equip 1                | Global | Equip 2               | Anada | Tornada     |
| ---------------------- | ------ | --------------------- | ----- | ----------- |
| KAA Gent               | 2-4    | VfL Wolfsburg         | 2-3   | 0-1         |
| Roma                   | 0-4    | Reial Madrid          | 0-2   | 0-2         |
| PSG                    | 4-2    | Chelsea FC            | 2-1   | 2-1         |
| Arsenal FC             | 1-5    | FC Barcelona          | 0-2   | 1-3         |
| Juventus Football Club | 4-6    | Bayern de Múnic       | 2-2   | 2-4 (p)     |
| PSV Eindhoven          | 0-0    | Atlètic Madrid        | 0-0   | 0-0 (7-8 p) |
| Benfica                | 3-1    | Zenit Sant Petersburg | 1-0   | 2-1         |
| Dinamo de Kíev         | 1-3    | Manchester City       | 1-3   | 0-0         |

#### Partits
| KAA Gent                 | 2–3     | VfL Wolfsburg                |
| ------------------------ | ------- | ---------------------------- |
| Kums 80' · Coulibaly 89' | Informe | 44', 54' Draxler · 60' Kruse |

| VfL Wolfsburg | 1–0     | KAA Gent |
| ------------- | ------- | -------- |
| Schürrle 74'  | Informe |          |

Wolfsburg es classifica amb un total de 4-2.
| Roma | 0–2     | Reial Madrid           |
| ---- | ------- | ---------------------- |
|      | Informe | 57' Ronaldo · 86' Jesé |

| Reial Madrid                      | 2–0     | Roma |
| --------------------------------- | ------- | ---- |
| Ronaldo 64' · James Rodríguez 68' | Informe |      |

Real Madrid es classifica amb un total de 4-0.
| Paris Saint-Germain          | 2–1     | Chelsea FC       |
| ---------------------------- | ------- | ---------------- |
| Ibrahimović 39' · Cavani 78' | Informe | 45+1' John Mikel |

| Chelsea FC      | 1–2     | Paris Saint Germain          |
| --------------- | ------- | ---------------------------- |
| Diego Costa 27' | Informe | 16' Rabiot · 67' Ibrahimović |

Paris Saint Germain es classifica amb un total de 4-2.
| Arsenal FC | 0–2     | FC Barcelona        |
| ---------- | ------- | ------------------- |
|            | Informe | 71', 83' (p.) Messi |

| FC Barcelona                        | 3–1     | Arsenal FC |
| ----------------------------------- | ------- | ---------- |
| Neymar 18' · Suárez 65' · Messi 88' | Informe | 27' Elneny |

Barcelona es classifica amb un total de 5-1.
| Juventus FC              | 2–2     | Bayern de Múnic         |
| ------------------------ | ------- | ----------------------- |
| Dybala 63' · Sturaro 76' | Informe | 43' Müller · 55' Robben |

| Bayern de Múnic                                              | 4–2     | Juventus FC             |
| ------------------------------------------------------------ | ------- | ----------------------- |
| Lewandowski 73' · Müller 90+1' · Alcántara 108' · Coman 110' | Informe | 5' Pogba · 28' Cuadrado |

Bayern de Múnic es classifica amb un total de 6-4.
| PSV | 0-0     | Atlètic Madrid |
| --- | ------- | -------------- |
|     | Informe |                |

| Atlètic Madrid                                                               | 0–0     | PSV                                                                    |
| ---------------------------------------------------------------------------- | ------- | ---------------------------------------------------------------------- |
|                                                                              | Informe |                                                                        |
| Tanda de penals                                                              |         |                                                                        |
| Griezmann · Gabi · Koke · Saúl · Torres · Gimémenez · Filipe Luís · Juanfran | 8–7     | Van Ginkel · Guardado · Pröpper · Bruma · Lestienne · Arias · Narsingh |

Atlétic Madrid es classifica amb un total de 8-7 a penal.
| Benfica     | 1–0     | Zenit Sant Petersburg |
| ----------- | ------- | --------------------- |
| Jonas 90+1' | Informe |                       |

| Zenit Sant Petersburg | 1–2     | Benfica                    |
| --------------------- | ------- | -------------------------- |
| Hulk 69'              | Informe | 85' Gaitán · 90+6' Talisca |

Benfica es classifica amb un total de 3-1.
| Dinamo de Kíev | 1–3     | Manchester City                    |
| -------------- | ------- | ---------------------------------- |
| Buyalskyi 59'  | Informe | 15' Agüero · 40' Silva · 90' Touré |

| Manchester City | 0–0     | Dinamo de Kíev |
| --------------- | ------- | -------------- |
|                 | Informe |                |

Benfica es classifica amb un total de 3-1.

### Quarts de final
| Equip 1             | Global | Equip 2         | Anada | Tornada |
| ------------------- | ------ | --------------- | ----- | ------- |
| VfL Wolfsburg       | 2-3    | Reial Madrid    | 2-0   | 0-3     |
| Bayern de Múnic     | 3-2    | Benfica         | 1-0   | 2-2     |
| FC Barcelona        | 2-3    | Atlètic Madrid  | 2-1   | 0-2     |
| Paris Saint Germain | 2-3    | Manchester City | 2-2   | 0-1     |

#### Partits
| VfL Wolfsburg                   | 2–0     | Reial Madrid |
| ------------------------------- | ------- | ------------ |
| Rodríguez 18' (p.) · Arnold 25' | Informe |              |

| Reial Madrid          | 3–0     | VfL Wolfsburg |
| --------------------- | ------- | ------------- |
| Ronaldo 15', 17', 77' | Informe |               |

Real Madrid es classifica amb un total de 3-2.
| Bayern de Múnic | 1–0     | Benfica |
| --------------- | ------- | ------- |
| Vidal 2'        | Informe |         |

| Benfica                   | 2–2     | Bayern de Múnic        |
| ------------------------- | ------- | ---------------------- |
| Jiménez 27' · Talisca 76' | Informe | 38' Vidal · 52' Müller |

Bayern de Múnic es classifica amb un total de 3-2.
| FC Barcelona    | 2–1     | Atlètic Madrid |
| --------------- | ------- | -------------- |
| Suárez 63', 74' | Informe | 25' Torres     |

| Atlètic Madrid          | 2–0     | FC Barcelona |
| ----------------------- | ------- | ------------ |
| Griezmann 36', 88' (p.) | Informe |              |

Atlético de Madrid es classifica amb un total de 3-2.
| Paris Saint Germain          | 2–2     | Manchester City                 |
| ---------------------------- | ------- | ------------------------------- |
| Ibrahimović 41' · Rabiot 59' | Informe | 38' De Bruyne · 72' Fernandinho |

| Manchester City | 1–0     | Paris Saint Germain |
| --------------- | ------- | ------------------- |
| De Bruyne 76'   | Informe |                     |

Manchester City es classifica amb un total de 3-2.

### Semifinals
| Equip 1         | Global     | Equip 2         | Anada | Tornada |
| --------------- | ---------- | --------------- | ----- | ------- |
| Manchester City | 0-1        | Reial Madrid    | 0-0   | 0-1     |
| Atlètic Madrid  | 2-2 (prò.) | Bayern de Múnic | 1-0   | 1-2     |

#### Partits
| Manchester City | 0–0     | Reial Madrid |
| --------------- | ------- | ------------ |
|                 | Informe |              |

| Reial Madrid        | 1–0     | Manchester City |
| ------------------- | ------- | --------------- |
| Fernando 20' (p.p.) | Informe |                 |

Real Madrid es classifica amb un total de 1-0.
| Atlètic Madrid | 1–0     | Bayern de Múnic |
| -------------- | ------- | --------------- |
| Saúl 11'       | Informe |                 |

| Bayern de Múnic              | 2–1     | Atlètic de Madrid |
| ---------------------------- | ------- | ----------------- |
| Alonso 31' · Lewandowski 74' | Informe | 54' Griezmann     |

L'eliminatòria acaba 2 a 2, però la Atlético de Madrid es classifica pels gols en camp contrari.

### Final
| Reial Madrid CF                            | 1-1    | Atlètic de Madrid                  |
| ------------------------------------------ | ------ | ---------------------------------- |
| Ramos 15'                                  | Report | 79' Carrasco                       |
| Tanda de penals                            |        |                                    |
| Vázquez · Marcelo · Bale · Ramos · Ronaldo | 5–3    | Griezmann · Gabi · Saúl · Juanfran |

| Reial Madrid | Atléti Madrid |

| POR             | 1  | Keylor Navas      | 47'   |     |
| D               | 15 | Daniel Carvajal   | 11'   | 52' |
| D               | 4  | Sergio Ramos      | 90+3' |     |
| D               | 3  | Pepe              | 112'  |     |
| D               | 12 | Marcelo           |       |     |
| C               | 14 | Casemiro          | 79'   |     |
| C               | 19 | Luka Modrić       |       |     |
| C               | 8  | Toni Kroos        |       | 72' |
| A               | 11 | Gareth Bale       |       |     |
| A               | 9  | Karim Benzema     |       | 77' |
| A               | 7  | Cristiano Ronaldo |       |     |
| Substituts:     |    |                   |       |     |
| P               | 13 | Kiko Casilla      |       |     |
| D               | 6  | Nacho             |       |     |
| D               | 23 | Danilo            | 93'   | 52' |
| C               | 10 | James Rodríguez   |       |     |
| C               | 18 | Lucas Vázquez     |       | 77' |
| C               | 22 | Isco              |       | 72' |
| A               | 20 | Jesé              |       |     |
| Entrenador:     |    |                   |       |     |
| Zinédine Zidane |    |                   |       |     |

| P             | 13 | Jan Oblak                 |       |      |
| D             | 20 | Juanfran                  |       |      |
| D             | 15 | Stefan Savić              |       |      |
| D             | 2  | Diego Godín               |       |      |
| D             | 3  | Filipe Luís               |       | 109' |
| C             | 17 | Saúl Ñíguez               |       |      |
| C             | 14 | Gabi (capità)             | 90+3' |      |
| C             | 12 | Augusto Fernández         |       | 46'  |
| A             | 6  | Koke                      |       | 116' |
| A             | 7  | Antoine Griezmann         |       |      |
| A             | 9  | Fernando Torres           | 61'   |      |
| Substituts:   |    |                           |       |      |
| P             | 1  | Miguel Ángel Moyà         |       |      |
| D             | 19 | Lucas Hernández           |       | 109' |
| D             | 24 | José Giménez              |       |      |
| C             | 5  | Tiago                     |       |      |
| C             | 21 | Yannick Ferreira Carrasco |       | 46'  |
| C             | 22 | Thomas                    |       | 116' |
| A             | 16 | Ángel Correa              |       |      |
| Entrenador:   |    |                           |       |      |
| Diego Simeone |    |                           |       |      |

## Estadístiques

### Màxims golejadors

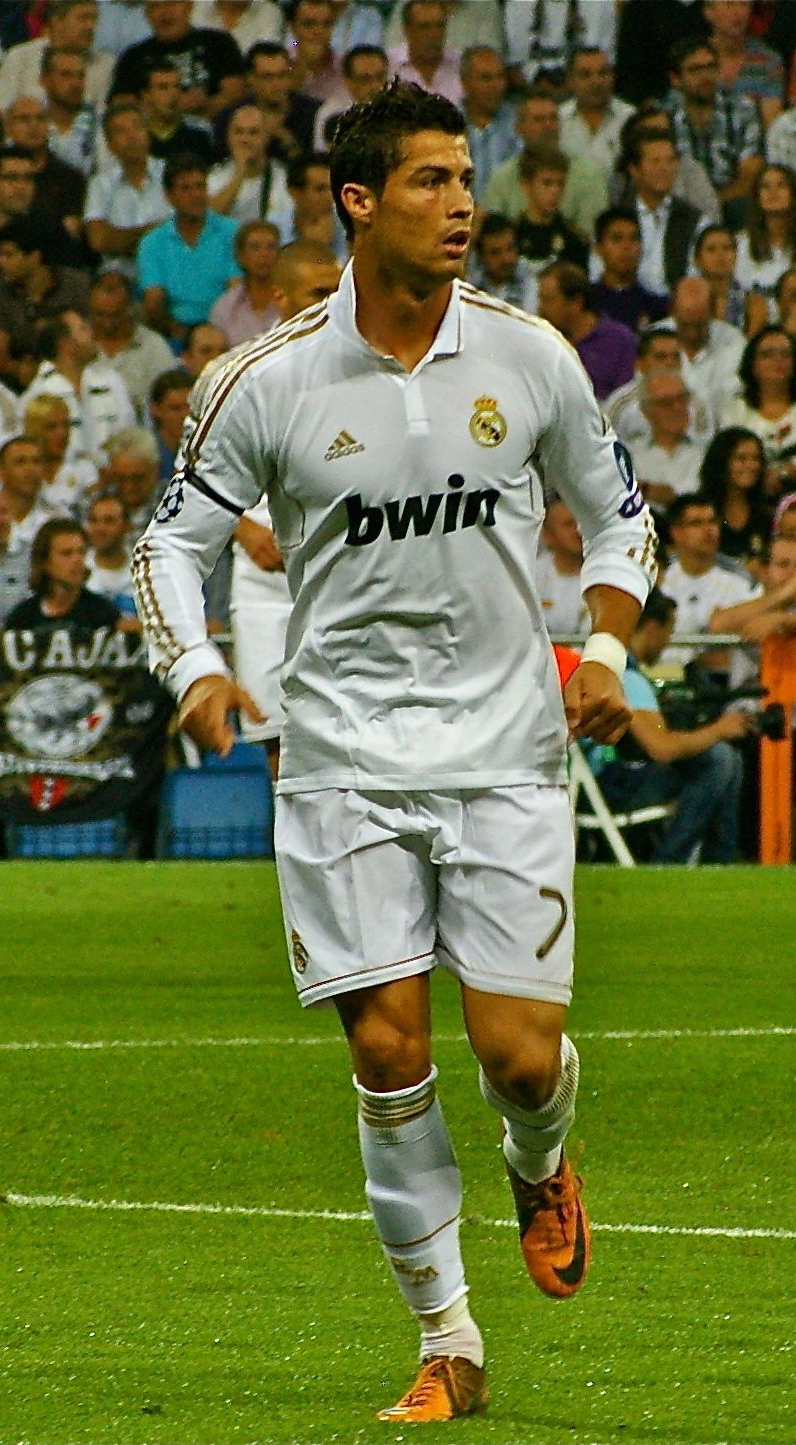
Cristiano Ronaldo, del Reial Madrid CF, que marcà 4 gols contra el Malmö FF

Les estadístiques exclouen les rondes de qualificació i de play-off.
Nota: els jugadors i equips marcats en negreta encara estan actius a la competició.
| Rang | Jugador            | Equip                  | Gols | Minuts jugats |
| ---- | ------------------ | ---------------------- | ---- | ------------- |
| 1    | Cristiano Ronaldo  | Reial Madrid CF        | 16   | 1109          |
| 2    | Robert Lewandowski | Bayern de Múnic        | 9    | 942           |
| 3    | Luis Suárez        | FC Barcelona           | 8    | 810           |
| 3    | Thomas Müller      | Bayern de Múnic        | 8    | 926           |
| 5    | Antoine Griezmann  | Atlètic de Madrid      | 7    | 1135          |
| 6    | Leo Messi          | FC Barcelona           | 6    | 630           |
| 6    | Artiom Dziuba      | Zenit Saint Petersburg | 6    | 633           |
| 8    | Olivier Giroud     | Arsenal FC             | 5    | 384           |
| 8    | Javier Hernández   | Bayer Leverkusen       | 5    | 487           |
| 8    | Willian            | Chelsea FC             | 5    | 642           |
| 8    | Zlatan Ibrahimović | Paris Saint-Germain FC | 5    | 880           |

Font: UEFA.com